# Hans Holtorff
Hans Holtorff (* 23. April 1906 in Großenaspe; † 26. September 1984) war ein deutscher Politiker (CDU). Er war von 1962 bis 1971 Mitglied des Landtags von Schleswig-Holstein.

## Leben
Holtorff besuchte erst die Volks- und Oberschule und absolvierte dann eine landwirtschaftliche Ausbildung. Er arbeitete als Bauer und bewirtschaftete ab 1962 seinen eigenen Hof.
Holtorff engagierte sich bereits seit 1948 kommunalpolitisch, im Jahr 1957 wurde er Mitglied des Kreisvorstands der CDU und 1958 in den Kreistag gewählt. Er war Mitglied der Landwirtschaftskammer und des landwirtschaftlichen Beirats des Kreises und Vorsitzender des Landwirtschaftlichen Vereins für Neumünster und Umgebung. Bei den Landtagswahlen 1962 und 1967 wurde Holtorff jeweils im Wahlkreis Segeberg-Nord (22 bzw. 23) als Direktkandidat der CDU in den schleswig-holsteinischen Landtag gewählt, er war Abgeordneter vom 29. Oktober 1962 bis zum 15. Mai 1971. Er war unter anderem Mitglied der Landtagsausschüsse für Heimatvertriebene, Volksgesundheit und im Wahlprüfungsausschuss. Er nahm am 1. Juli 1964 als Ersatzmitglied an der vierten Bundesversammlung teil, bei der Heinrich Lübke zum Bundespräsidenten gewählt wurde.
Holtorff wurde 1971 das Bundesverdienstkreuz 1. Klasse verliehen.